# Chansons ordinaires
Albums de Christophe Miossec
Finistériens
(2009) Ici-bas, ici-même
(2014)
Chansons ordinaires est le huitième album studio de Christophe Miossec sorti le 12 septembre 2011 sur le label PIAS. Le premier titre est Chanson pour les amis, paru le 15 mai 2011.

## Liste des titres
| No  | Titre                                   | Auteur                             | Durée |
| --- | --------------------------------------- | ---------------------------------- | ----- |
| 1.  | Chanson que personne n'écoute           |                                    |       |
| 2.  | Chanson pour les amis                   | Christophe Miossec/Auguste Kervern |       |
| 3.  | Chanson d'un fait divers                |                                    |       |
| 4.  | Chanson pour un homme couvert de femmes |                                    |       |
| 5.  | Chanson pleine de voix                  |                                    |       |
| 6.  | Chanson dramatique                      |                                    |       |
| 7.  | Chanson du bon vieux temps              |                                    |       |
| 8.  | Chanson protestataire                   |                                    |       |
| 9.  | Chanson qui laisse des traces           |                                    |       |
| 10. | Chanson d'insomniaque                   |                                    |       |
| 11. | Chanson sympathique                     |                                    |       |

## Musiciens ayant participé à l'album
- Christophe Miossec : chant
- Sébastien Buffet : batterie
- David Euverte : piano
- Thomas Poli : guitare